# Trichocentrum lacerum
Trichocentrum lacerum là một loài lan được tìm thấy ở miền trung America to Colombia.